# Eisenheim
Eisenheim település Németországban, azon belül Bajorországban. Lakosainak száma 1388 fő (2023. december 31.).

## Népesség
A település népessége az elmúlt években az alábbi módon változott:
| Lakosok száma | 1156 | 535  | 1279 | 1299 | 1316 | 1323 | 1354 | 1350 | 1359 | 1388 |
|               | 1970 | 1975 | 2011 | 2012 | 2014 | 2015 | 2017 | 2019 | 2022 | 2023 |